# خادیرشا
خادیرشا (به ازبکی: Khadyrsha) یک منطقهٔ مسکونی در ازبکستان است که در شهرستان قرغان‌تپه واقع شده‌است. خادیرشا ۷۰۵ متر بالاتر از سطح دریا واقع شده‌است.